# Astenopia
Astenopia é um termo geralmente utilizado para descrever queixas relacionadas a erros de refração, desequilíbrio do músculo ocular, incluindo dor ao redor dos olhos, ardência e coceira das pálpebras, fadiga ocular e cefaleias. 
Uma pessoa pode ter acuidade visual normal, com ametropias corrigidas ou não, e não possuir uma visão confortável. Isto porque o ato de ver envolve diversas funções e se alguma delas estiver prejudicada, surge o desconforto visual . A astenopia pode possuir então diversas causas e manifestações. 
O cansaço ocular devido ao esforço constante dos músculos do olho pode evoluir para dores oculares, cefaleias ou náuseas. Olhos vermelhos e/ou lacrimejamento costumam ocorrer.

## Sintomas e manifestações
As atividades diárias do mundo contemporâneo exigem intensamente o uso da visão fina (leitura e escrita) em ambientes fechados e com iluminação artificial (escritórios e computadores). Na astenopia, o esforço constante dos músculos do olho, necessário para executar as tarefas que exigem a visão, provoca cansaço ocular. A pessoa não consegue sustentar este esforço de forma contínua, experimentando redução da acuidade visual e confusão visual transitórias. Prosseguindo no esforço, os sintomas podem evoluir para dores oculares, cefaleias ou náuseas. Olhos vermelhos e/ou lacrimejamento costumam ocorrer. 
Os principais sintomas relatados pelos pacientes são:
- Peso nos olhos
- Tensão ocular
- Olhos avermelhados
- Lacrimejamento e secreção ocular
- Cefaleia
- Redução da acuidade visual
- Vista borrosa
- Diplopia temporária

## Tipos de astenopia
A astenopia pode ser classificada segundo os fatores que a provocam.

### Ametropias
Problemas na acuidade visual levam ao esforço da visão, provocando a astenopia. A correção imprópria destes problemas também podem gerar este quadro.

### Muscular ou heterofóricas
Em quadros de heteroforia, a fusão é compensada com o aumento do tônus de alguns músculos oculares, gerando astenopia.

### Insuficiência de convergência
Se a convergência for insuficiente ou inadequada, mesmo com acuidade e acomodação normais, tem-se um quadro de astenopia com diplopia.

### Problemas na visão binocular
Para uma adequada visão binocular, é necessário que os dois olhos recebam a imagem do objeto de mesmo tamanho e forma. Quando isto não ocorre, a mensagem recebida pelo cérebro causa confusão, podendo levar à astenopia.

### Astenopia nervosa ou neurastênica[3]
A astenopia pode ocorrer por enfermidades debilitantes, estresse, transtornos emocionais ou psicológicos.

### Astenopia ocupacional
O tipo de objeto a ser observado, suas dimensões, detalhes e natureza dos contrastes, podem provocar astenopia, sobretudo em condições de trabalho continuado. Exemplos de atividades que requerem grande esforço visual de detalhes são a montagem de circuitos eletrônicos, oficinas de costura, relojoaria. Nestes casos, a iluminação do ambiente tem um papel fundamental.
Os ambientes de trabalho costumam utilizar iluminação artificial. A iluminação com luz incandescente apresenta estabilidade, mas está caindo em desuso devido a sua ineficiência energética. A iluminação com luz fluorescente ou com luz neon não fornece um espectro de iluminação contínuo e apresenta flutuações devido ao processo de emissão de luz por reações químicas. Embora as descontinuidades pareçam imperceptíveis, elas podem induzir o cansaço visual.
O uso prolongado do computador também pode provocar cansaço visual e a manifestação dos sintomas de astenopia. Neste caso, deve-se buscar uma iluminação adequada da tela e fazer intervalos para descanso ocular. 
Os ambientes de trabalho devem projetar a iluminação para levar em conta o conforto visual necessário às atividades laborais.
No Brasil, a astenopia ocupacional é considerada uma doença do trabalho.

## Tratamento
A correção das ametropias é fundamental para eliminar a astenopia quando é esta a sua causa. Entretanto, para astenopias provocadas por problemas de motilidade ocular ou iluminação incorreta, a melhor medida é o controle da iluminação que incide sobre os olhos.
A iluminação pode ser controlada através de óculos com filtros de absorção, elaborados com óxidos metálicos mesclados ao vidro ou como uma camada fina sobre a superfície da lente. Estes óxidos são coloridos dependendo do metal utilizado. Se forem utilizados cristais de prata, quando em contato com os raios ultravioletas, as lentes escurecem e são conhecidas como fotocromáticas. No caso do uso de cristais dicróicos orientados de forma a desviar parte da luz que incide sobre a lente, tem-se as lentes polarizadas. Pode-se utilizar também espelhos finíssimos que permitem a passagem de luz ao mesmo tempo que refletem parte dela. Finalmente, há lentes capazes de filtrar determinadas longitudes de onda, de forma a propiciar maior conforto visual. 